# Yafar Yabbarlí
Yabbarlí Yafar Gafar oglu ( 20 de marzo de 1899, Jizí, Imperio Ruso –  31 de diciembre de 1934, Bakú, RSS de Azerbaiyán, URSS). Dramaturgo, poeta y prosista, especialista en la ciencia del teatro, cinematógrafo, periodista, actor, editor, personalidad emérita del arte (1932).

## Vida
Yafar Yabbarlí nació en Jizí, en el seno de una familia de campesinos pobres, el 20 de marzo de 1899. En 1903, su familia, tras mudarse a Bakú, empezó a vivir en la parte superior de la ciudad llamada “barrio montañés”. Su padre Gafar se dedicaba al pequeño comercio en Bakú. En 1904, después de la muerte de su padre toda la carga de la familia recayó sobre los hombros de la madre de Yafar, Shahbike.

## Los primeros años del estudio
La señora Shahbike para no privar a su hijo pequeño de la educación lo envió primero a la escuela del molá de la ciudad para aprender “chereké” y más tarde a Molá Gadir a leer el Corán. En aquellos tiempos Yafar tenía sólo 6-7 años de edad y llevaba los panes horneados por su madre a las tiendas para vender y ayudar a la familia. Yavad al entender que la escuela del molá no le daría nada, junto con otros niños de la ciudad se inscribió en la primera clase de la escuela “séptima musulmana y rusa”, de tres clases, abierta en la propiedad privada de Hayi Mammadhuseyn Badalov en “Stariy Pochtovi 25”, en 1905. Los primeros maestros de Yafar fueron Suleyman Sani Ajundov, Abdulla Shaig, Rahim bey Shijlinski y Alimammad Mustafayev. Yafar Yabarlí, en 1908 acabó la escuela “séptima musulmana y rusa” y ayudó a su familia durante un período. Más tarde estudió en la escuela tercera superior-primaria Alekseyev en Bakú. El 2 de abril de 1915, el joven Yafar, tras graduarse de la escuela, se matriculó en el departamento electro-mecánico de la Escuela Politécnica de Bakú.
El escritor ingresó en la Escuela Politécnica de Bakú en 1915 y en mayo de 1920, concluyó los estudios y obtuvo el certificado. Después, se matriculó en la facultad de medicina de la Universidad Estatal de Azerbaiyán. Pero como esta profesión no le interesó , abandonó facultad por voluntad propia. En septiembre del año 1923, Yabbarli empezó a escuchar lecturas en la Escuela Teatral Turca de Bakú con el fin de conocer de cerca al mundo de la escena e historia del teatro. Al mismo tiempo continuó con sus estudios en el departamento de historia de la facultad del Oriente de la Universidad Estatal de Azerbaiyán, en 1924.

## Primer período de la creación

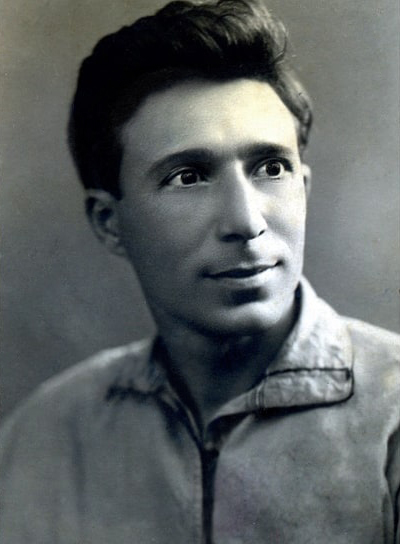
Yafar Yabbarlí años en la juventud.

Versos líricos y satíricos. Narraciones y obras de drama. 
Aunque la creatividad de Yabbarli no duró mucho tiempo, abarcó un período significativo sociopolítico, una etapa histórica de 20 años - entre los años 1915-1934. Las bases de las obras de Yafar Yabbarli fueron la literatura clásica democrática-realista y el arte popular, su creatividad se alimentaba del realismo de Mirza Fatalí Ajundov. El realismo de Yafar Yabbarli se vincula con la vida del pueblo, los sueños de los trabajadores de Azerbaiyán por una vida libre y hermosa, con las aspiraciones ardientes del pueblo hacia la luz y la fidelidad.
Como se mencionó antes, Yabbarli arribó a la literatura con sus versos, los primeros versos fueron publicados en el periódico “Hagigati-Afkar”, en 1911. El 3 de abril de 1915, en la sexta edición de la revista “Maktab” fue publicado su verso “La primavera”. El verso “Un huérfano en la puesta del sol" fue aprobado en una competencia anunciada por la revista de “Gurtulush” y ganó el primer lugar, fue galardonado con la suscripción anual a las revistas “Hophopname” de Sabir y “Gurtulush”.
El joven Yabbarlí, desde muy temprana edad, veía el estado grave de las personas, la división de la sociedad en ricos y pobres, observaba la vida dura y difícil de los primeros tratando de describir todo esto, buscando expresar su punto de vista a cerca de esta deplorable situación. Le preocupó la gran carga de dificultades de varias familias. Él reflejó sus pensamientos en los versos como “Una tormentosa noche de invierno”, “A quienes festejan”, “El mendigo”,“Contribución al musulmán que está preparándose para la fiesta de Novruz”.
La sátira que ocupa un lugar importante en el primer período de la creatividad del autor desempeñó un papel significativo en la formación del escritor como un realista y demócrata. En sus primeros versos satíricos se siente el espíritu de Sabir, tanto en la forma como en el contenido. En la sátira “A mi hija” criticó a los padres con pensamientos anticuados que mantienen a sus hijas en la ignorancia. Resulta interesante que la sátira “A mi hija” de Yafar Yabbarlí fue incluida en el libro de texto publicado por la Universidad de Oxford. En “Las mujeres dicen”, “Los hombres dicen”, “La protesta de chicas contra los hombres” y en sus otros poemas el poeta habla de la solución parcial del problema de la libertad de las mujeres, que estuvo de moda, al igual que la privatización de los derechos elementales de las mujeres. 

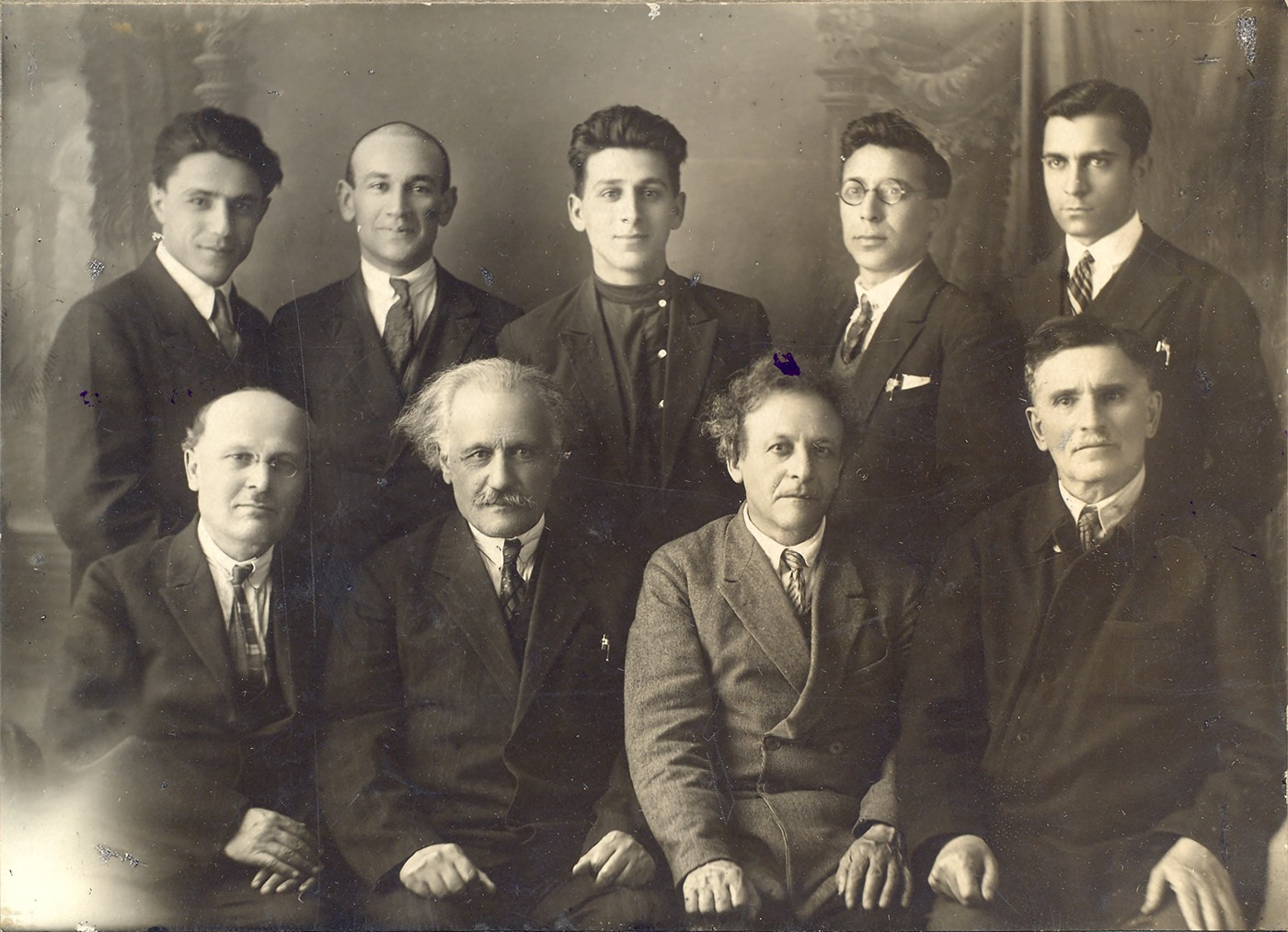
Los intelectuales de Azerbaiyán (Detrás de:) 1) Asəf Zeynallı; 2) Süleyman Rüstəm; 3) Rəsul Rza; 4) Cəfər Cabbarlı; 5) Əfrasiyab Bədəlbəyli

Yabbarli escribió sus primeros versos y dramas entre los años 1915-1916. Sobre una de las primeras narraciones “Aslan y Farhad” hay fecha del 15 de julio de 1916. Encimó las copias escritas a mano de la narración “Mansur y Sitara” y de la ópera “Sitara”, tampoco indicó la fecha. Sin embargo, por la línea de los manuscritos y por el estilo de las obras se define fácilmente que fueron escritos a finales del año 1915 y a mediados del año 1916. El autor en estas obras también habla de las injusticias sociales. No obstante, la creación de Y.Yabbarli que empezó con versos y que sus mejores obras fueron escritas en género de drama, él fue conocido como un destacado dramaturgo y especialista en la ciencia del teatro de Azerbaiyán.
Según la nota escrita sobre la obra de “Sariyya fiel o la risa dentro en las lágrimas”, que pertenece a los primeros años de su creatividad, fue escrito el 30 de diciembre de 1915. En esta obra el dramaturgo muestra que la oscuridad predominante en la sociedad burguesa, la ignorancia y la descortesía son el mayor obstáculo entre dos jóvenes enamorados, que destilan un amor puro.

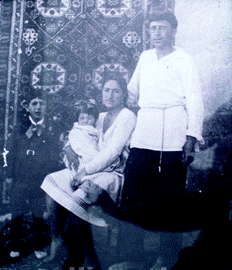
Yafar Yabbarlí con su familia.

Tras “Sariyya fiel o la risa dentro en las lágrimas” el escritor escribió la obra “Las flores marchitas”. La obra fue creada en 1915. En este drama el escritor protesta contra el orden social. En “Las flores marchitas” el autor parte de las contradicciones de la sociedad burguesa actual y trata de demostrarlas al interior de una familia. Al mismo tiempo, desenmascara la dominación del dinero y de la riqueza en esta sociedad que corrompen la moral de las personas, afea su mundo interior, desembocando en el sufrimiento y la tortura de las personas puras y de buen corazón. La obra, por primera vez, fue puesta en escena en Ismailiyye, en 1916. 
“Nasraddin shah” es la primera pieza histórica de Y.Yabbarlí. En la obra Yabbarli demostró la vida dura de los campesinos trabajadores, el extravío de los kanes, la lucha por la libertad de los jóvenes progresistas, en fin, del despotismo del shah que dominaba en Irán. “Nasraddin shah” fue puesta en escena, por primera vez, en Asjabad, en 1919. Los años 1920 fueron para la dramaturgia de Yafar Yabarlí un período de temblores profundos, búsquedas agonizantes, altibajos en relación estética a la criatura. Durante la República Democrática de Azerbaiyán (1918-1920), las piezas como “Ulduz o la guerra de Trablis” (1917), “La conquista de Edirne” (1917), profundos con el espíritu de la problemática nacional, orgullo, arrogancia y patriotismo, que habían arropado al joven Yabbarlí igual que a muchos escritores, fueron recibidos por los críticos como “el arte malo” y “la tendencia perjudicial”. Los temas de ambas obras fueron tomados de pasado cercano de la historia llena de luchas de los turcos de la hermana Turquía (años 1911-1913) – la valiente lucha de los turcos contra los extranjeros. 
En la obra “Guerra de Bakú” del escritor se describen los sucesos sangrientos que tuvieron lugar en Bakú en marzo de 1918, las atrocidades de los dashnaks armenios contra los azerbaiyanos y se habla de la liberación de la ciudad de salvajes armenios por el ejército salvador turco encabezado por Nuri Pashá. Esta tragedia fue puesta en escena el 16 de septiembre de 1919 en el Teatro Nacional de Azerbaiyán. Pero, por desgracia, la obra no se ha encontrado hasta hoy día.

## Segundo período de la creación

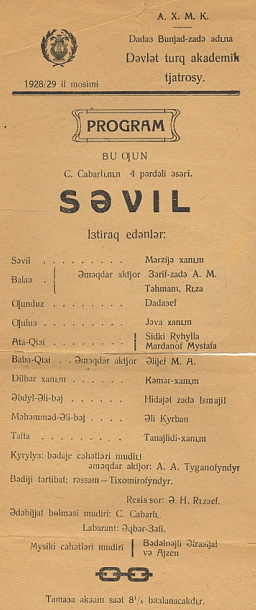
Programa de la obra de teatro Sevil de 1928.

La mejor consecuencia de la actividad literaria de Y.Yabbarlí, entre los años 1920-1923, fueron las piezas “Aydin” y “Ogtay Eloglu”. Ambas obras se pusieron en escena, entre los años 1921-1923, en el Teatro Nacional de Azerbaiyán y ocuparon un lugar prominente en el repertorio del teatro. El objetivo de Yabbarli al escribir “Ogtay Eloglu” fue crear el Teatro
Nacional de Azerbaiyán.
Por primera vez la idea de escribir la tragedia “La novia del fuego” le sobrevino a Yabbarlí, en 1924. En el fondo, “La novia del fuego” se dedica a los acontecimientos típicos de la historia del siglo IX y a la lucha del comandante del pueblo Babek, que está en el centro de estos acontecimientos, contra los ocupantes árabes. Aunque la primera versión de la obra ya estaba preparada a mediados del año 1925, Yabbarlí trabajó en ella tres años completos más y sólo después de eso – en 1928 la obra se puso en escena. El realizador de la obra fue A.A.Tuganov. 
Yabbarlí es el fundador de la lengua moderna de los dramas: es creador de la lengua del drama que no se basa en la lengua del pueblo, sino en la lengua literaria. La lengua de los dramas formada por el dramaturgo nos permitió traducir las piezas de los clásicos europeos a la lengua materna. El estilo dramático de lenguaje coloquial fue desarrollado más tarde por los escritores talentosos como Mirze Ibrahimov, Mehdi Huseyn, Ilyas Efendiyev, Sabit Rahman y Anvar Mammadjanlí.
Yafar Yabarlí presentó su tragedia en verso “El río de Araz” al Teatro Nacional de Darama, sobre la cual estuvo trabajando desde los años 1922-1923. Es muy probable que esta tragedia en verso fue dedicada a la unión del pueblo azerbaiyano. A comienzos de 1923 Yabbarlí publicó el poema legendario “La torre de la doncella” en la revista “La Ilustración y La Cultura”. “La torre de la doncella” fue escrita en los años 1922-1923.
En 1924, Yabbarlí estudiaba en la facultad del Oriente de la Universidad Estatal de Bakú y a un mismo tiempo ejercía su actividad literaria. Aparte de escribir algunas narraciones y versos se dedicaba a la traducción e intervenía en diferentes órganos de imprenta con artículos. Los pensamientos teóricos del escritor sobre el arte teatral fueron reflejados de forma más típica en sus artículos “Último estado de la literatura de Azerbaiyán”, “Nuestro teatro”, “Escuela de teatro de Azerbaiyán”, escritos en los años 1924-1925, “Discusiones literarias”, escritas en 1922, que se publicaron en el periódico “Zehmet”.

## Tercer período de la creación
En los años 1920-1930 Yafar Yabbarlí fue el dramaturgo más popular de Azerbaiyán. Le pertenecía a él la fuerza de describir y caracterizar el contexto histórico y social de la época. No es posible considerar esta dramaturgia poderosa, activa, independiente y completa sin Yafar Yabbarlí. Desde el año 1928 inició el tercer período de la creatividad del escritor. Después del establecimiento del poder soviético en Azerbaiyán el autor hizo una pausa en la creación de dramas y en 1927 escribió la obra de Sevil. El drama estaba dedicado a la libertad de las mujeres. Se describe el camino de la vida de una mujer humilde y el proceso de su evolución moral. En 1928 con la escenificación de “Sevil” se abrió un camino para la liberación de las mujeres del Oriente. La producción dramática de Y.Yabbarlí en los años 1930 empieza con la pieza de
“Almaz”. La obra se puso en escena por primera vez el 13 de abril de 1931. La representación tuvo gran éxito.
En 1931, Yabbarlí acabó la pieza “en 1905” y la entregó al teatro. La obra relata la amistad entre los pueblos. El Teatro Nacional Turco de Drama abrió la temporada del año 1931 con esta pieza. Como el realizador de la obra se va sin acabar su trabajo Yabbarlí mismo completa la tarea de la realización.
En 1932, Y.Yabbarlí escribió la obra de “El regreso”. El objetivo principal del escritor para escribir esta obra fue poner en evidencia los errores del mundo de la literatura y del arte, limpiar el ámbito teatral de los pensamientos y teorías perjudiciales y defectuosos.
En 1932, Yabbarlí, al mismo tiempo que con “El regreso”, trabajaba sobre la pieza de “Yashar”. En la obra fue creada la nueva imagen del intelectual de Azerbaiyán. En esa pieza Yabbarlí protesta contra la ciencia que se inclina ante los métodos anticuados, las antiguas normas científicas y aplaude a los hombres ingeniosos de la ciencia que demuelen las reglas anticuadas que impiden su desarrollo. “Yashar” es la última obra concluida de Yabbarlí.
A consecuencia de su predilección por el trabajo y desestimación de la enfermedad cardiaca Yabbarlí se debilitó mucho y el 31 de diciembre del año 1934, a las 4 de la madrugada
murió, se detuvo su corazón.

### Galería

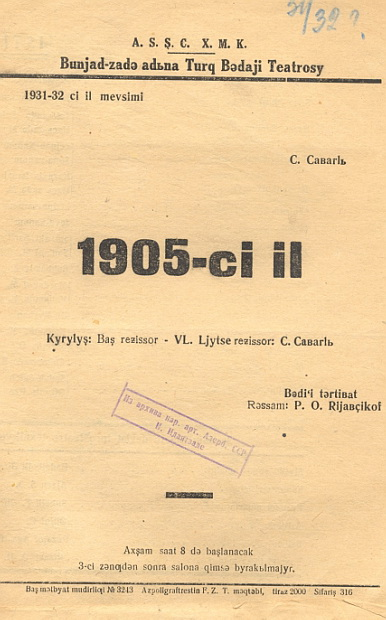
Programa de En 1905 - (Museo del Teatro Estatal de Azerbaiyán)
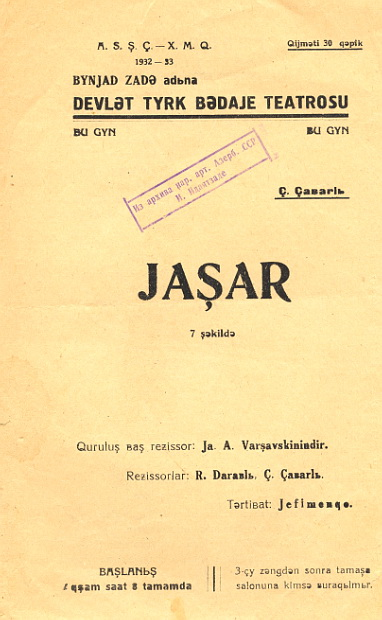
Programa de Yashar - (Museo del Teatro Estatal de Azerbaiyán)
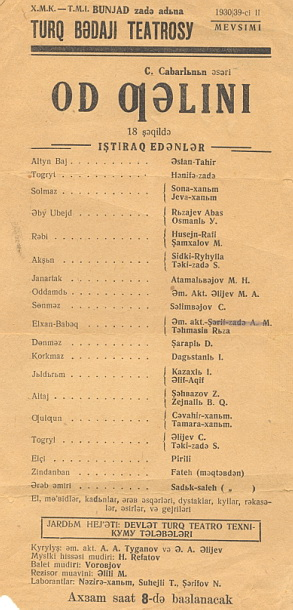
Programa de Novia de Fuego - (Museo del Teatro Estatal de Azerbaiyán)